# Abu Marwan Abd al-Malik I
Abu Marwan Abd al-Malik I, död 1578, var regerande sultan av Marocko mellan 1576 och 1578. Han tillhörde saadiernas dynasti.